# Auguste Perret
Auguste Perret (Ixelles, 12 de febrero de 1874 - París, 25 de febrero de 1954) fue un arquitecto belga.Junto con Tony Garnier fue el arquitecto más representativo e innovador del nuevo clasicismo francés que apareció en París a comienzos del siglo XX. Realizó una arquitectura académica, con mentalidad neoclásica, sin presentar un avance en la manera de componer ni en la de decorar. Su trabajo en la reconstrucción de El Havre tras la Segunda Guerra Mundial fue reconocido por la Unesco como Patrimonio de la Humanidad en 2005.

## Biografía
Hijo de un cantero comunero exiliado en Bélgica, Auguste Perret nació en Ixelles. Estudió arquitectura en la Escuela de Bellas Artes (París) y comenzó a trabajar después en la empresa de construcción de su padre, especializada en hormigón armado.

### Trayectoria profesional
En 1905 Perret fundó con su hermano Gustave el estudio A. & G. Perret Architectes, y poco más tarde con su otro hermano Claude la constructora Perret Frères Entrepreneurs.
El punto de partida de la arquitectura de Perret está en el edificio de la Avenue de Wagram, de París, realizado en 1902, en el que manifiesta un retorno a la tradición clásica. Su primera obra importante fue el edificio de apartamentos en la Rue Franklin, también en París, proyecto de 1903 que presenta una fachada compuesta de manera neoclásica basada en valores plásticos, manteniendo la alineación en planta baja. La estructura se manifiesta como un elemento visto en la fachada que marca su forma de hacer posterior. Esta obra presenta estancias compuestas con historicismo siguiendo además el método compositivo académico de tabiques cortos con grandes espacios. Es el anuncio del uso del hormigón en la fachada y de la separación de la estructura del relleno para dejar la arquitectura volada. El uso del hormigón como elemento válido en cualquier estructura del edificio, y como ornamento en las fachadas son aspectos clave de su obra. En su proyecto Garage Pontheu de 1905 vuelve a utilizar el hormigón de un modo similar, sirviéndose además de grandes rellenos de cristal dejando la retícula vista en fachada.
Otra obra de especial interés de Perret es el Teatro de los Campos Elíseos, realizado en 1911 en París, que fue primero obra de Henry van de Velde. Se trata de una obra que evidencia el carácter neoclásico, que tiene un esqueleto de hormigón. Durante los años 20 Perret se dedicó a explotar las posibilidades del hormigón para conseguir una nueva imagen a través de las vidrieras por encalados de hormigón de las iglesias, cuyo ejemplo más notable fue la iglesia de Nuestra Señora de Le Raincy. En 1922 rehabilitó las paredes exteriores de la catedral de Notre-Dame de París, usando esta técnica.
En 1937 Perret construyó el Museo de Obras Públicas, y en los años de la postguerra se ocupó principalmente del que fue su último proyecto, la iglesia de San José en El Havre.

## Legado
Muchos consideran a Perret como el padre del hormigón, ya que fue el primero en utilizarlo como elemento constructivo y estructural, además de elemento ornamental y distribuidor que presenta en ocasiones desnudo al exterior en algunas de sus obras. Esto ha sido reinterpretado y utilizado con la misma intención por un gran número de arquitectos posteriores a Perret.

## Obras notables
- Apartamentos de la Rue Franklin, París, 1902–1904
- Teatro de los Campos Elíseos, París, 1913
- Iglesia de Nuestra Señora, Le Raincy, 1922–1923
- Torre Perret, Grenoble, 1925
- Villa Aghion, Alejandría, 1928 (demolida entre 2009 y 2016)[2]
- Sala Cortot de la Escuela Normal de Música de París, 1929
- Hotel Saint-Georges, Beirut, 1932
- Ayuntamiento, iglesia de Saint-Joseph y reconstrucción del centro de El Havre, 1949–1956
- Estación de Amiens, 1955